# Laguna de Carpa
Laguna Carpa llamado así por estar próximo al C.P. Carpa, es una laguna en Perú situada a 3544 m s. n. m. en el departamento de Huánuco, provincia de Huamalíes, distrito de Tantamayo. Antiguamente se llamaba Lago Mugushcocha. Se encuentra a seis horas de la ciudad de Huánuco y tiene un área de 3,26 km². La laguna es tributaria del río Carpa, que luego desemboca en el río Marañón.
En la laguna se realiza la crianza de trucha.